# Campanile rotondo
Il campanile rotondo, o cilindrico, si eleva presso il duomo di Città di Castello, dedicato ai SS. Florido e Amanzio, e, unitamente alla vicina torre civica, domina il panorama tifernate.

## Descrizione

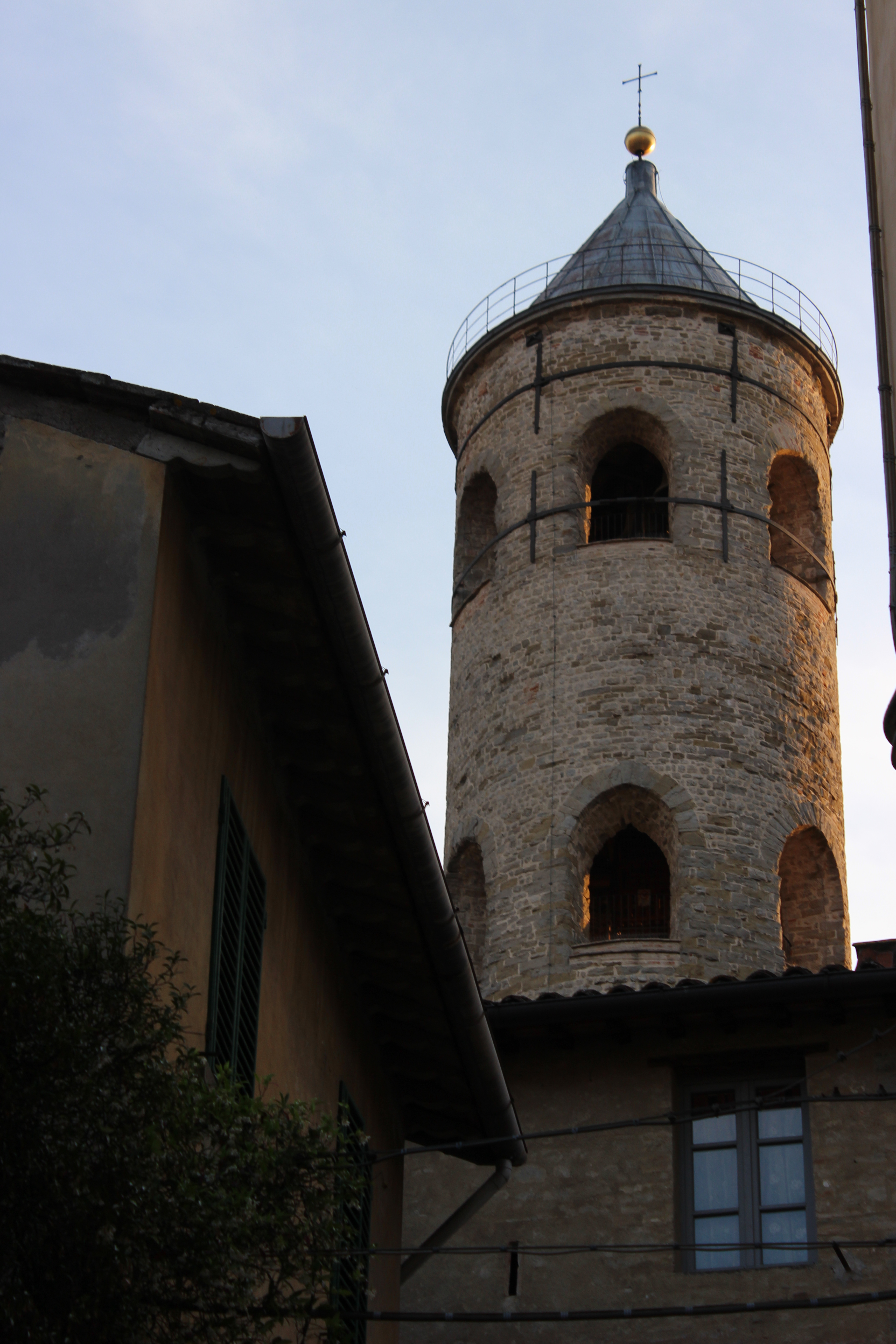
Il campanile rotondo e il duomo

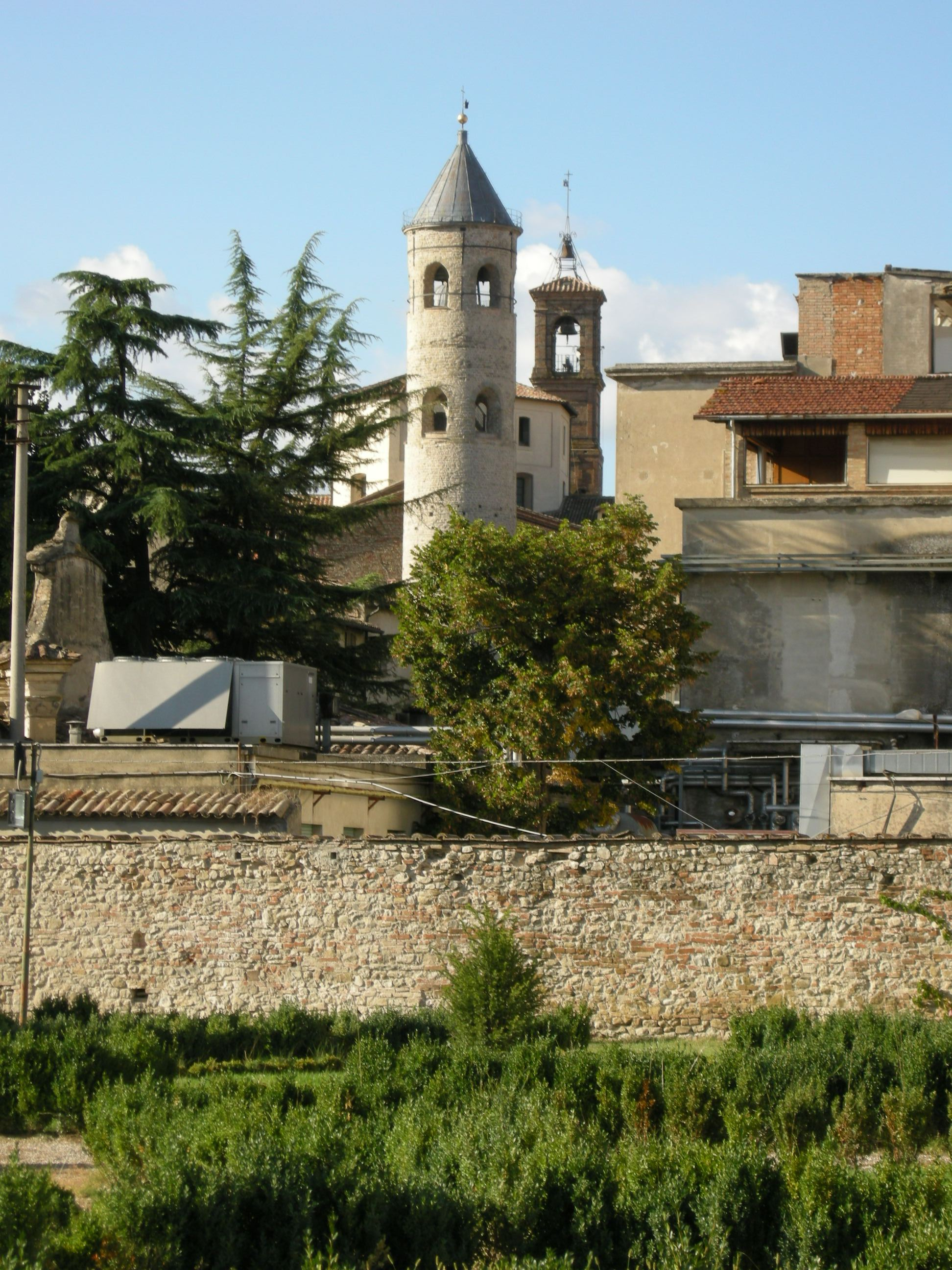
I campanili del duomo

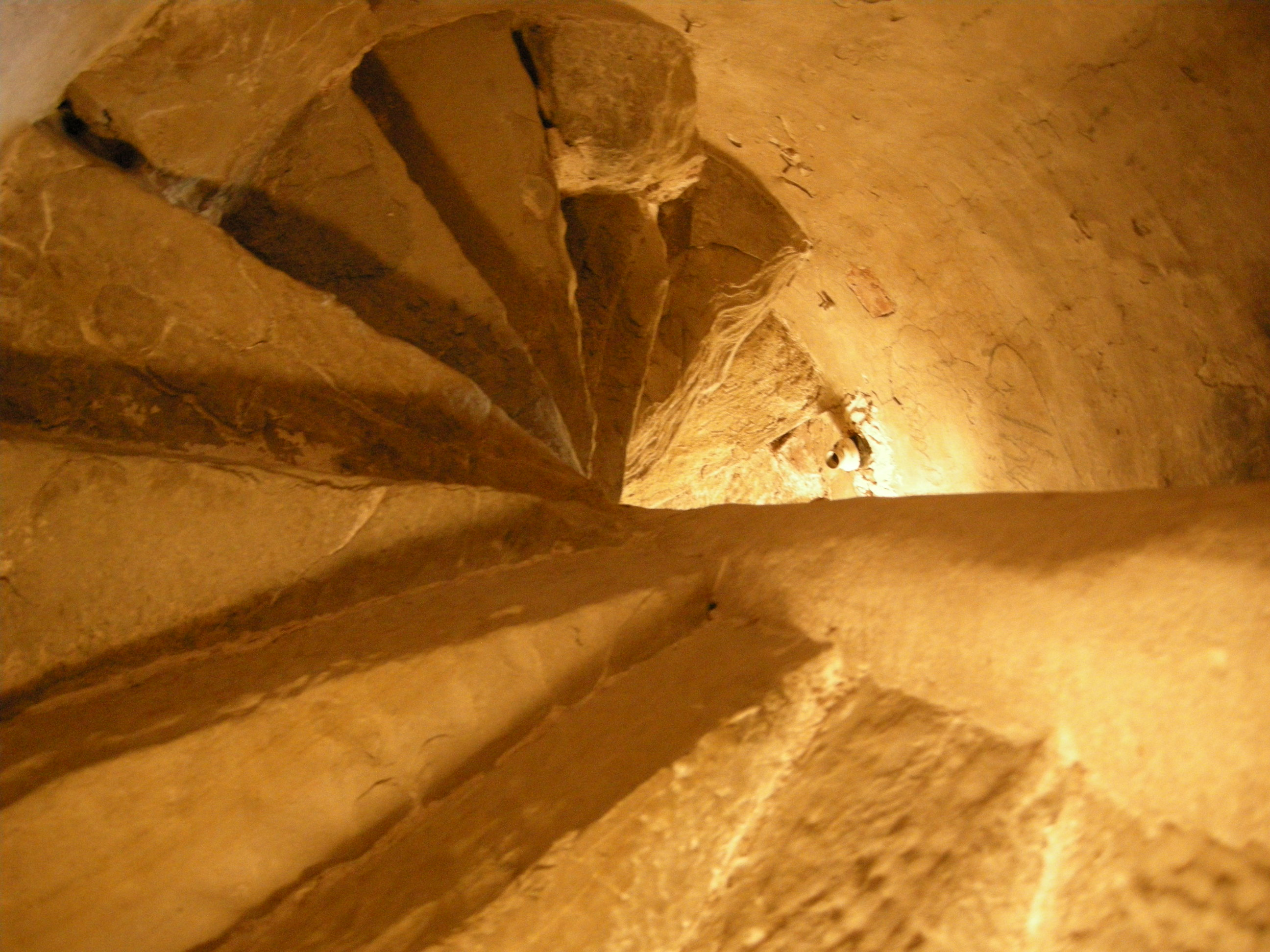
Scalinata del campanile

La suggestiva torre campanaria richiama, seppure in tono minore, i campanili di Ravenna e di Caorle: è uno dei pochi esempi del genere presenti nel territorio e ciò che rimane del passato romanico della cattedrale di Città di Castello, rimaneggiata totalmente secondo le varie tendenze artistiche dei secoli successivi.
Con un'altezza di 43,50 m. ed una circonferenza esterna di 7 m. è tra i campanili rotondi più alti d'Europa (la torre di Pisa, pure rotonda, è alta oltre 56 metri): termina con un formato conico, tipico delle architetture ravennati, nel cui spazio è posizionata la cella campanaria.
I richiami dell'arte bizantino-ravennate, provenienti dalla corte imperiale di Giustiniano I e di Teodora attraverso la Basilica di Sant'Apollinare Nuovo e Sant'Apollinare in Classe, giunsero nelle non lontane province umbre, tanto che ancora oggi si nota la caratteristica forma circolare di alcuni campanili in paesi dell'Alta Valle del Tevere.
Il più remoto riferimento alla torre lo fece il vescovo della città della famiglia Vitelli, Giovanni Muzi: nel 1283 il comune destinò una certa somma per contribuire alla costruzione dell'opera già in cantiere.
Lo storico e critico d'arte toscano Mario Salmi (1889-1980), analizzando il metodo costruttivo, datò il campanile all'XI secolo, collocandolo nell'ambito dell'operato della scuola dell'architetto aretino Maginardo che, nel 1019, si trovava a Ravenna per studiare i monumenti bizantini.
La torre, completata intorno alla metà del XIV secolo, fu realizzata nella parte bassa con blocchetti di pietra squadrata (conci), poi con pietra arenaria toscana e si ergeva isolata sul sagrato, fino a quando l'edificazione della chiesa ne nascose l'ingresso che, attualmente, è fruibile ad un livello più alto, attraverso una scaletta a chiocciola. In cima è stata sistemata una sfera laminata in oro zecchino.
Ospita 3 campane di tonalità Re3, Mi3 e Sol3, inceppate a slancio.